# بخش کهیدا
بخش کهیدا (به انگلیسی: Kheda district) یک بخش در هند است که در گجرات واقع شده‌است.